# Чупино (Искитимский район)
Чупино — деревня в Искитимском районе Новосибирской области. Входит в состав Улыбинского сельсовета.

## География
Площадь деревни — 104 гектар

## История
Основано до 1750-х годов.

## Население
| 2002 | 2007 | 2010 |
| ---- | ---- | ---- |
| 266  | ↘256 | ↘228 |

## Инфраструктура
В деревне по данным на 2007 год функционируют 1 учреждение здравоохранения и 1 учреждение образования.